# Tautenhain (Nobitz)
Tautenhain ist ein weilerartiger Ortsteil der Gemeinde Nobitz im Landkreis Altenburger Land in Thüringen.

## Lage
Tautenhain befindet sich südöstlich von Saara und südöstlich der Bundesstraße 180. In der Flur des Ortes entspringt der Lunzigbach im Altenburg-Zeitzer Lösshügelland. Im Süden befindet sich die Grenze zu Sachsen.

### Angrenzende Orte
Angrenzende Orte sind im Uhrzeigersinn im Südwesten beginnend Zumroda, im Nordwesten Großmecka, im Norden Ehrenhain, im Nordosten Oberarnsdorf und im Osten Gösdorf als Ortsteile von Nobitz sowie im Süden Harthau als Ortsteil der sächsischen Gemeinde Oberwiera.

## Geschichte
Tautenhain ist am 26. September 1318 erstmals urkundlich erwähnt worden. Tautenhain gehörte zum wettinischen Amt Altenburg, welches ab dem 16. Jahrhundert aufgrund mehrerer Teilungen im Lauf seines Bestehens unter der Hoheit folgender Ernestinischer Herzogtümer stand: Herzogtum Sachsen (1554 bis 1572), Herzogtum Sachsen-Weimar (1572 bis 1603), Herzogtum Sachsen-Altenburg (1603 bis 1672), Herzogtum Sachsen-Gotha-Altenburg (1672 bis 1826). Bei der Neuordnung der Ernestinischen Herzogtümer im Jahr 1826 kam der Ort wiederum zum Herzogtum Sachsen-Altenburg.
Nach der Verwaltungsreform im Herzogtum gehörte er bezüglich der Verwaltung zum Ostkreis (bis 1900) bzw. zum Landratsamt Altenburg (ab 1900). Das Dorf gehörte ab 1918 zum Freistaat Sachsen-Altenburg, der 1920 im Land Thüringen aufging. 1922 kam es zum Landkreis Altenburg.
Am 1. Juli 1950 wurde Tautenhain nach Großmecka eingemeindet. Bei der zweiten Kreisreform in der DDR wurden 1952 die bestehenden Länder aufgelöst und die Landkreise neu zugeschnitten. Somit kam Tautenhain im Osten des Kreises Schmölln an den Bezirk Leipzig, der seit 1990 als Landkreis Schmölln zu Thüringen gehörte und 1994 im Landkreis Altenburger Land aufging. Mit der Gemeinde Großmecka kam Tautenhain am 1. November 1973 zur Gemeinde Podelwitz. Mit dem Aufgehen der Gemeinde Podelwitz in der Einheitsgemeinde Saara wurde Tautenhain am 1. Januar 1996 ein Ortsteil dieser Gemeinde, bis diese wiederum am 31. Dezember 2012 zu Nobitz kam. Im Jahr 2012 waren elf Häuser mit 45 Einwohnern besiedelt.

## Denkmale
In den Jahren 1650 und 1918 pflanzten die Bürger von Tautenhain Bäume zu Ehren gefallener Menschen.